# 若宮八幡古墳 (東松山市)
若宮八幡古墳（わかみやはちまんこふん、下唐子3号墳）は、埼玉県東松山市石橋にある古墳。形状は円墳。下唐子古墳群（うち塚原支群）を構成する古墳の1つ。埼玉県指定史跡に指定されている。

## 概要

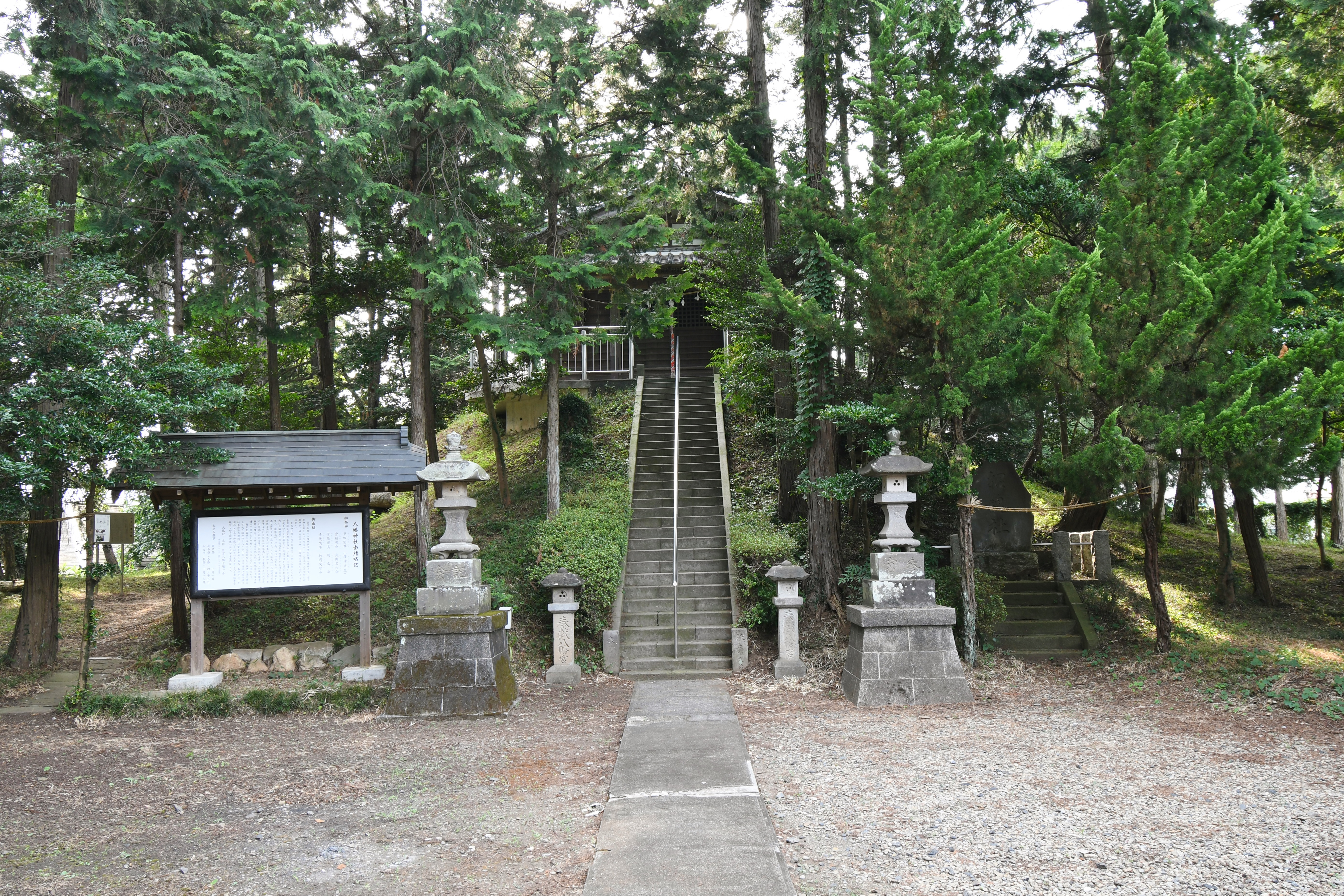
墳丘

埼玉県中部、東松山台地の西縁に築造された大型円墳である。現在は墳頂に八幡神社が所在する。江戸時代に発掘されたと伝わるほか、2010-2011年度（平成22-23年度）に調査が実施されている。
墳形は円形で、直径34メートル・高さ4.5メートルを測る。墳丘周囲には部分的に周溝が認められ、埴輪片（円筒埴輪・人物埴輪）が出土したと伝わるほか（詳細不明）、1988年（昭和63年）の所在確認調査時に墳丘西側で円筒埴輪片が検出されている。埋葬施設は両袖式の横穴式石室で、南東方向に開口する。截石切組積みによって構築された整美な大型石室であり、玄室・前室・羨道からなる複室構造で、内部には石棺が据えられたと伝わる（非現存）。石室内の副葬品は明らかでない。築造時期は、古墳時代後期の6世紀後半頃と推定される。
古墳域は1964年（昭和39年）に埼玉県指定史跡に指定された。現在では石室内への立ち入りは制限されている。

## 遺跡歴
- 慶長元年（1596年）、鶴岡八幡宮から分祀して八幡神社が鎮座と伝承[4]。
- 明和年間（1764-1772年）頃、村民が発掘し、石棺（非現存）を発見（『新編武蔵風土記稿』）[5]。
- 戦前、打木村治の小説『天の園』に「恐怖の八幡穴」として紹介[1]。
- 1964年（昭和39年）3月27日、埼玉県指定史跡に指定[2]。
- 2010-2011年度（平成22-23年度）、修復保存整備に伴う調査（東松山市教育委員会、2012年に報告書刊行）。

## 埋葬施設

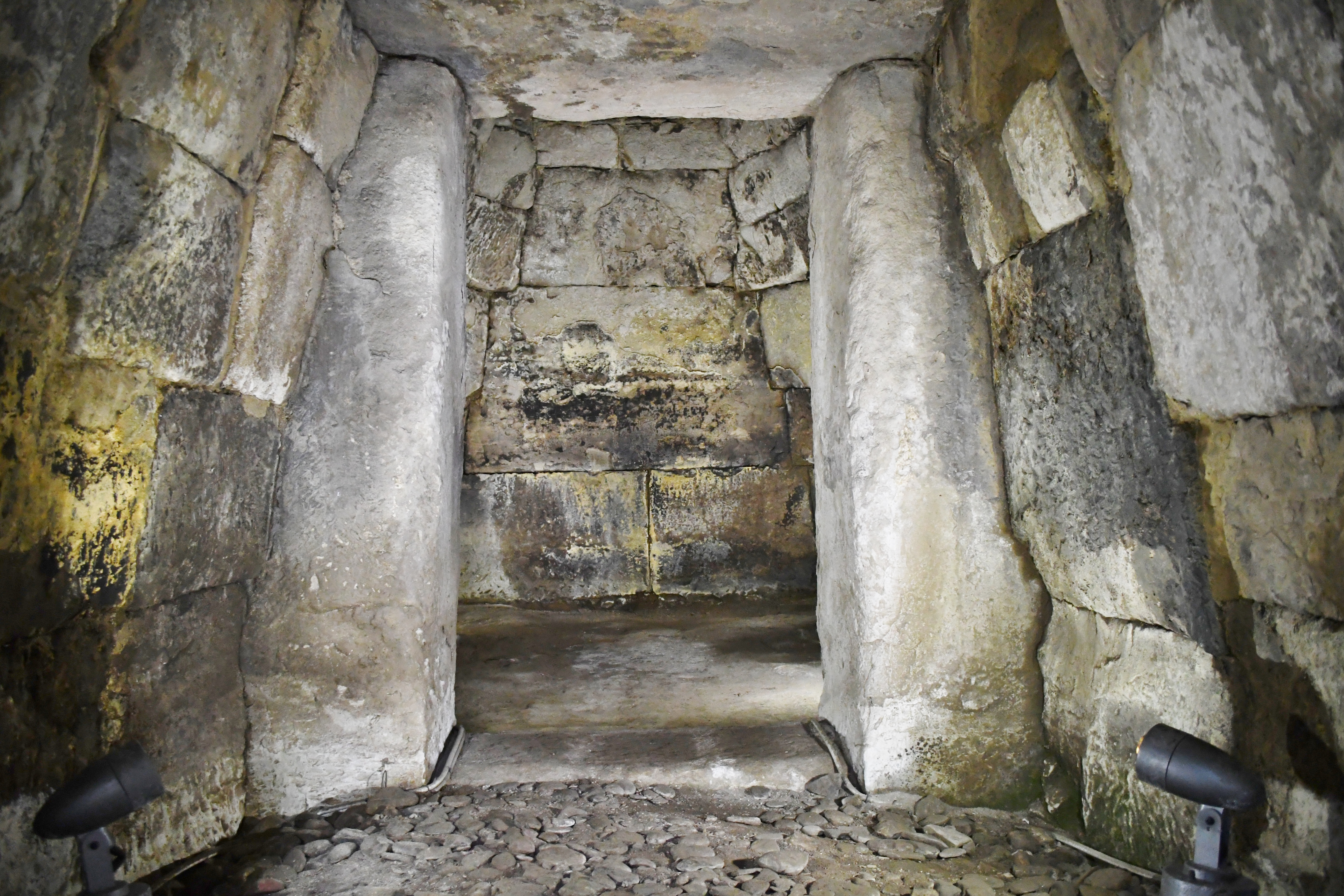
石室内部

埋葬施設としては両袖式横穴式石室が構築されており、南東方向に開口する。玄室・前室・羨道からなる複室構造の石室である。石室の規模は次の通り。
- 石室全長：8.8メートル
- 玄室：長さ4.28メートル、最大幅2.9メートル
- 前室：長さ2.55メートル、最大幅2.0メートル
- 羨道：長さ1.97メートル、最大幅1.4メートル

石室の石材は砂質凝灰岩で、截石切組積み（石の角をL字に切り込み組み合わせながら積む）によって構築される。玄室の平面形は、中央部が膨らむ胴張り形である。
江戸時代の発掘では石棺が発見されたというが、現在は失われている。副葬品も詳らかでない

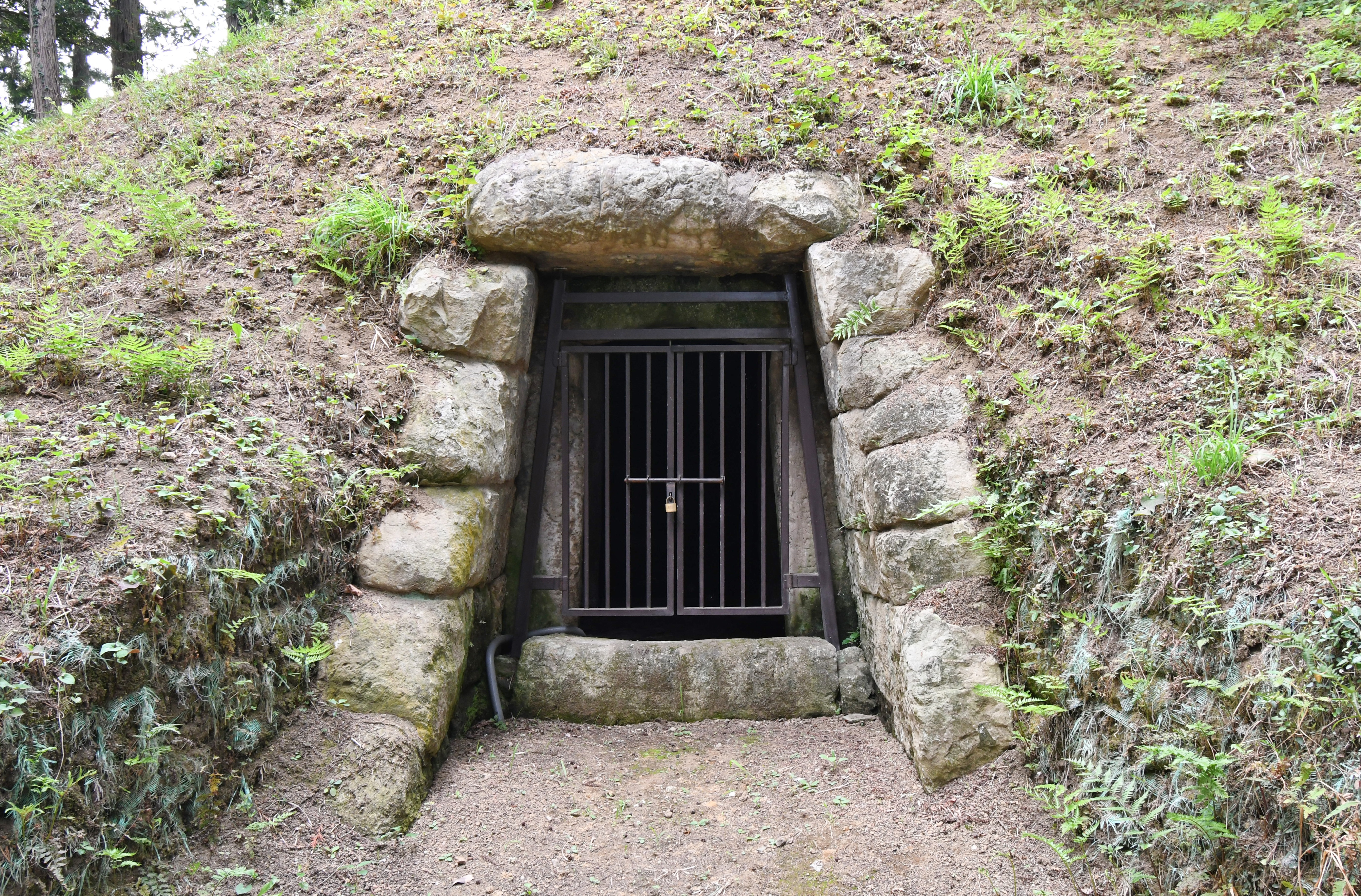
石室開口部

## 文化財

### 埼玉県指定文化財
- 史跡
  - 若宮八幡古墳 - 1964年（昭和39年）3月27日指定[2]。

## 交通アクセス
- 東松山駅東口から東松山市内循環バス・唐子コース（市民健康増進センターゆき）「若宮前」バス停下車5分
- 関越自動車道・東松山ICから車で5分

## 関連文献
（記事執筆に使用していない関連文献）
- 『県指定史跡「若宮八幡古墳」修復保存整備報告書』埼玉県東松山市教育委員会、2012年。
- 「埼玉県東松山市若宮八幡古墳の調査」『デジタル技術を用いた古墳の非破壊調査研究 -墳丘のデジタル三次元測量・GPR、横穴式石室・横穴墓の三次元計測を中心に-（早稲田大学東アジア都城・シルクロード考古学研究所調査研究報告 第4冊）』早稲田大学東アジア都城・シルクロード考古学研究所、2017年。  - リンクは奈良文化財研究所「全国遺跡報告総覧」。